# Pseudomurilentithecium
Pseudomurilentithecium is een geslacht van schimmels behorend tot de familie Lentitheciaceae. De typesoort is Pseudomurilentithecium camporesii.

## Soorten
Volgens Index Fungorum telt het geslacht twee soorten (peildatum april 2022):
| Soortnaam                         | Auteur(s)                         | Publicatiejaar |
| --------------------------------- | --------------------------------- | -------------- |
| Pseudomurilentithecium camporesii | Mapook & K.D. Hyde                | 2020           |
| Pseudomurilentithecium clematidis | Brahmanage, Camporesi & K.D. Hyde | 2020           |